# Joseph Bécavin
Le bienheureux Joseph Bécavin est un ecclésiastique catholique français né le 6 février 1767 à Carquefou et assassiné le 2 septembre 1792 à la prison des Carmes à Paris.

## Biographie
Joseph Bécavin est le fils de Gilles Bécavin, marguiller, et de Marie Brevet. Rentré dans les ordres, il s'oppose à la Constitution civile du clergé. 
Se rendant à Paris, il est arrêté et envoyé à la prison des Carmes. Il y est massacré en septembre 1792.  

## Sources
- Alphonse Jarnoux, Au pays nantais, ceux-ci furent traqués : prêtres fusillés, massacrés ou guillotinés, 1793-1797, 1974
- "Bécavin Joseph", in: 1792, les massacres de septembre : les Carmes, l'Abbaye, Saint-Firmin, 1992
- Ivan Gobry, Dictionnaire des martyrs de la Révolution, 1990
- Joseph Grente, Les Martyrs de septembre 1792 à Paris, 1919
- Pierre-Marie Grégoire, Les Martyrs nantais de septembre 1792 : H.-Aug. Luzeau de la Mulonnière, prêtre de la Compagnie de Saint-Sulpice et J. Bécavin, A. Porlier, J.-Ch.-M. Bernard Du Cornillet... , 1908